# تالاب مورزرد زیلایی
تالاب مورزرد زیلایی، در شمال غرب شهرستان مارگون در استان کهگیلویه و بویراحمد در منطقه‌ای به همین نام واقع شده‌است.
این تالاب به نام برم مور زرد شناخته شده‌است. آب این دریاچه از ارتفاعات تنگ سیب و کوه‌های داربری سرچشمه می‌گیرد و پس از طی مسافتی حدود ۱۰ تا ۱۵ کیلومتر به دریاچهٔ مور زرد سرازیر می‌شود.

## ابعاد تالاب
تالاب مورزرد زیلایی با ۱۸ هکتار وسعت با حداکثر و متوسط عمق ۱۴ و ۸ متر در ارتفاع ۲۱۸۰ متری از سطح دریا در منطقه‌ای به همین نام واقع شده و در نقشهٔ جغرافیایی به نام برم مور زرد ثبت شده‌است.

## دریاچه‌های سه‌گانه
مورزرد دریاچه‌ای سه‌گانه است. هر دریاچه به فاصلهٔ ۳ کیلومتر از هم جای گرفته‌اند و پهنهٔ بسیاری را در بر می‌گیرند. یکی از دریاچه‌ها بزرگ‌تر از دو دریاچهٔ دیگر است. باید مورزردی‌های زیلایی از داشتن چنان پهنه‌های آبی سه‌گانه‌ای که آب‌هایشان به کار کشاورزی می‌آید و سرسبزی به زمین ارزانی می‌کند، شادمان باشند. هر چند مورزرد یکی از محروم‌ترین بخش‌های کشور است و حتی جاده‌ای که بی‌دردسرِ گِل‌ولای، آن‌ها را به شهرهای دور و نزدیک برساند، ندارد. همین است که برای گردشگران دسترسی به دریاچه مورزرد دشوار است و گذر از راهی که به آن پهنهٔ آبی می‌رسد، آسان نیست.

## گونه‌های جانوری[۵]
از جمله این آب‌زیان می‌توان به انواع ماهی‌ها به ویژه ماهی کپور معمولی، قورباغه، مارآبی، مارماهی، لاک‌پشت و خرچنگ که در دریاچه زندگی می‌کنند، اشاره کرد. پرندگان آبی همچون مرغ ماهی‌خوار، اردک و غاز نیز در اطراف این دریاچه دیده شده‌اند.

## ثبت ملی تالاب
تالاب مورزرد زیلایی و برم الوان پس از تلاش‌های فراوان برای نخستین بار به عنوان دو اثر ارزشمند، ثبت ملی شدند.
از دلایل اصلی ثبت این ۲ اثر وجود مناظر زیبا، بکر، دسترسی آسان وجود زیستگاه آب‌زیان و پرندگان در سطح این تالاب بود و این مزیت‌ها باعث می‌شد تا گردشگران استقبال قالب توجهی از این دو تالاب داشته باشند.